# Ota Prouza

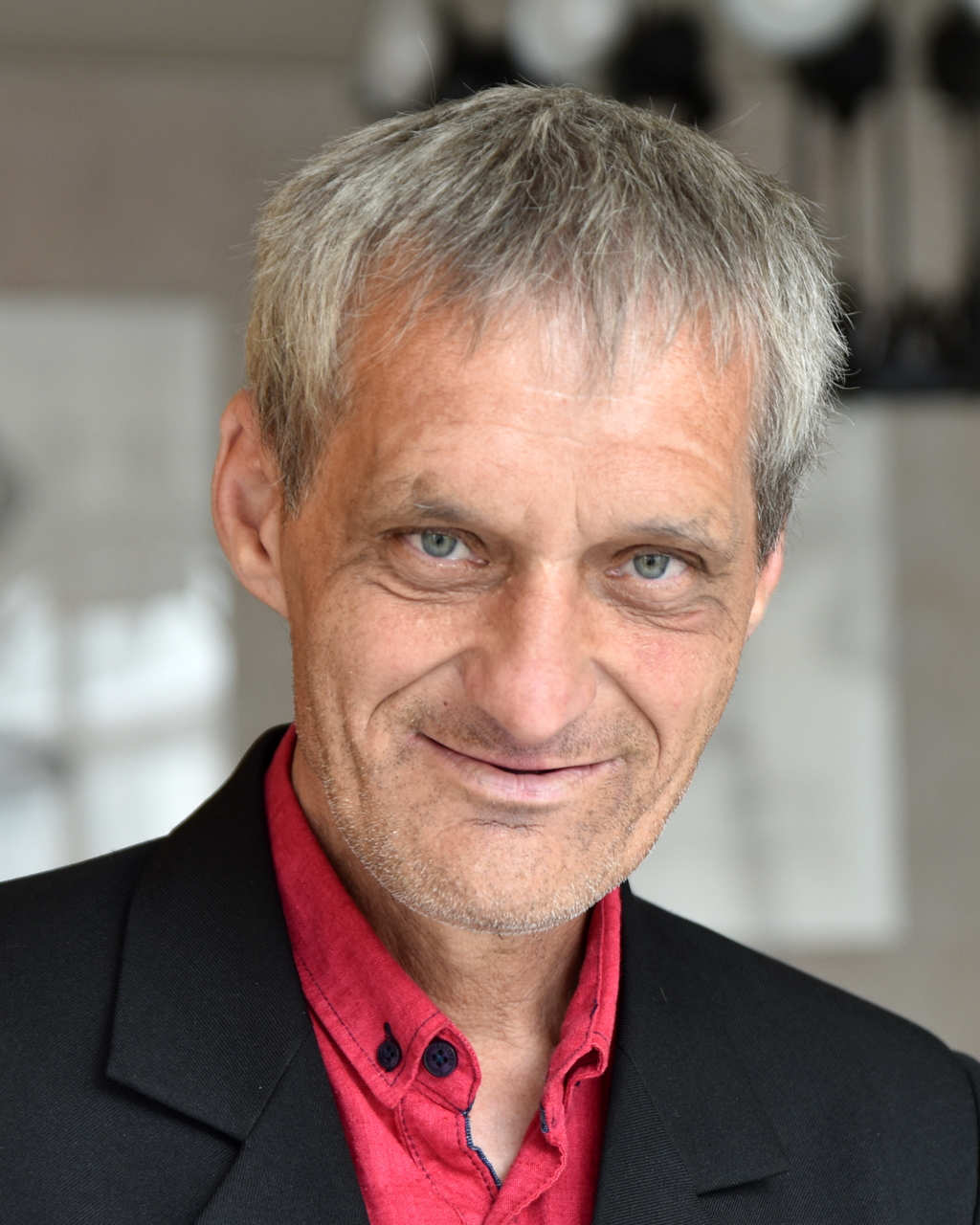
Ota Prouza

Ota Prouza (geb. im August 1959) ist ein tschechischer Maler. Er gilt als einer der wichtigsten europäischen Vertreter der Art brut.
Prouza lebt seit mehr als 50 Jahren in einer Einrichtung für Menschen mit Behinderung in Brtníky. Er hat keine Berufsausbildung, auch Lesen und Schreiben sind ihm nur begrenzt möglich. Er arbeitet in einer Wäscherei. Seine Kunst wird weltweit verkauft, Galerien in New York und Paris bieten seine Grafiken an. Als Künstler ist er weltweit bekannt und anerkannt ohne jedoch selbst viel davon zu wissen. Er malt die Welt so wie er sie sieht. Meterlange Papierbahnen klebt er zusammen und bemalt diese. So entstehen urbane Dschungel oder Straßenschluchten.
Prouza bekam 2018 den 2. Europäischen Kunstpreis Euward für Malerei und Grafik im Kontext geistiger Behinderungen.